# Эспмарк, Челль
Челль Эспмарк (швед. Kjell Espmark, 19 февраля 1930, Стрёмсунд, Емтланд — 18 сентября 2022, Стокгольм) — профессор, писатель, историк литературы, преподаватель кафедры истории литературы Стокгольмского университета, член Шведской академии, в которую был избран 5 марта 1981 года и принят 20 декабря 1981 года. Челль Эспмарк занимал место № 16 и являлся преемником литературоведа Элиаса Вессена. 6 апреля 2018 года заявил об отказе от участия в работах и заседаниях Академии, но вернулся на своё место в январе 2019 года.
В литературно-критических трудах он анализировал, в частности, произведения Шарля Бодлера, Артура Лундквиста, Гарри Мартинсона и Тумаса Транстрёмера. Опубликовал более дюжины томов стихов (его дебют состоялся в 1956 году со сборником Mordet på Benjamin), пьес, нескольких романов и автобиографических произведений. В 2010 году Эспмарк получил премию Tomas Tranströmer City Västerås.
В 2018 году Институт Миколовского издал сборник его стихов «То, что нужно. 17 стихотворений» в переводе Збигнева Крушинского.